# X-MEN VS. STREET FIGHTER
『エックスメン VS. ストリートファイター』（エックスメン バーサス ストリートファイター、X-MEN VS. STREET FIGHTER）はカプコンが1996年9月25日にアーケードゲーム（CPS-2基板）として発売した2D対戦型格闘ゲーム。当記事ではその家庭用ゲーム機への移植版についても記述する。

## 概要
マーベル・コミックの代表作『X-MEN』の登場キャラクターと、カプコンの代表作『ストリートファイター』（主に『ストリートファイターZERO』）シリーズのキャラクターが共闘した初の作品。
キャラクター選出はX-MEN側では、ガンビット、ローグ、セイバートゥース、アポカリプスが初参戦している。ガンビット、ローグ、アポカリプスは『X-MEN CHILDREN OF THE ATOM』（以下『X-MEN』）でも候補にこそ上がっていたものの、当時日本では知名度が低かったために実現せず、その後のアニメ放映と邦訳コミックの発売により、ようやくの参戦となった。カプコン側ではキャミィが『スーパーストリートファイターII X』以来の参戦となった。
本作では『X-MEN』および『ストリートファイター』シリーズの登場人物から2人を選び、タッグ戦形式で相手のチームと1本勝負で戦う（交代方法は#システムに後述）。タッグ戦による複数のキャラクターを交代させて戦うシステムが導入されており、それがゲームの最大の特徴となっている。VS.マーヴル シリーズの嚆矢となった本作のこのゲームシステムは、以降続くシリーズに踏襲され、さらに発展していく。
ゲーム誌『ゲーメスト』（新声社）誌上で行われた「第10回ゲーメスト大賞」（1996年度）において大賞8位を獲得、その他にベストグラフィックで賞5位、ベスト対戦格闘賞で6位、ベスト演出賞で2位、プレイヤー人気で9位、ベストインカムで8位、年間ヒットゲームで12位を獲得した。
1997年11月27日に4メガ拡張RAM専用ソフト第1弾としてセガサターン用ソフトとして移植された。初期は4M拡張RAMカートリッジ同梱。後にソフト単体版も発売。キャラクターのカラー追加や、同キャラクター同士のタッグが正式に組めるようになるなど、家庭用独自のアレンジが施されている。
1998年2月26日にはPlayStationで『X-MEN VS. STREET FIGHTER EXエディション』（エックスメン バーサス ストリートファイター エキストラエディション）が発売された。セガサターン版は4M拡張RAMカートリッジを使用することでRAM容量が計6Mとなり4人分のキャラクターを問題なく扱うことができ、ロード時間もほぼ無しという仕様だったが、拡張RAMの無いPlayStation版では4人分の全ての動きを読み込むことができないため、ロード時間が長く対戦中の交代が無いなどのアレンジが施されている。また、オープニング映像も一部差し換えられている。

## ゲームシステム
ヴァリアブルアタック
通常の交代。それまでプレイヤーが操作していたキャラクターが画面端に消えると同時に、パートナーキャラクターが特定の攻撃モーションをしながら乱入し、以降プレイヤーはそのキャラクターを操作する。交代したパートナーキャラクターは乱入攻撃後、決めポーズを取るので防御されると反撃確定となるため、交代するタイミングを考える必要がある。
ヴァリアブルカウンター
操作していたキャラクターのガード硬直をキャンセルして交代する。乱入したパートナーキャラクターの攻撃を当てやすく、相手の攻勢を切り返し瞬時に反撃できるが、ゲージを1本消費する。
ヴァリアブルコンビネーション
ゲージを2本消費し、2人同時にハイパーコンボで攻撃する本作を象徴する技。攻撃後にパートナーと交代する。互いに飛び道具系のハイパーコンボであれば問題無いが、突進系である場合は威力を十分に発揮できないこともあり、キャラクターによる相性が分かれる技でもある。
ヴァイタルソース
ダメージを受けた際、減少した体力ゲージに赤い部分が発生する。赤く表示されている分については控えに回っている間、通常の体力残量を示す緑色へ塗り変わって徐々に回復していく。戦っているキャラクターとの交代時に赤い部分が残っている場合、その部分は切り捨てとなりダメージとして確定する。
アドバンシングガード
防御中にパンチボタンを3つ同時に押すことで、相手を後方に押しやる。単発の攻撃に対しては一度の入力で相手を後方に押しやれるが、このガードは効果後に隙があり多段ヒットする技に対しては数回入力しなければ攻撃を受ける。『ジョジョの奇妙な冒険』、『ヴァンパイア セイヴァー』など一部のゲームでも採用された。

### PlayStation版『EXエディション』のゲームシステム
上記概要の記述の通り、PlayStation移植版はハード性能の制約からアレンジが施された仕様となっている。
交代制の廃止
メインキャラクターのみが戦い、控えキャラクターはサポート専用となる。このため、ヴァリアブルアタックは無く、ヴァリアブルカウンターとヴァリアブルコンビネーションは終了後に控えキャラクターがそのまま画面外へ帰る。
ラウンド制への変更
勝負がついた後に両者の体力ゲージが全快し、その場で起き上がって次のラウンドが行われる。前作『MARVEL SUPER HEROES』（以下『MSH』）と同様の形式。これに伴い勝利マークも導入された。
ハイパーキャンセル
攻撃がヒットまたはガードした後、ハイパーコンボのコマンドを入力するとどこでもキャンセルできるという、『ストリートファイターEX』のスーパーキャンセルに近いシステム。さらに、ハイパーコンボは別のハイパーコンボでキャンセル可能（ハイパーコンボを1種類しか持たないキャラクターは対象外）。
リカバリーゲージシステム
控えの概念がないため、一定時間ダメージを受けずにいると戦っているキャラクターの体力ゲージがヴァイタルソース分まで回復するという、『ヴァンパイア セイヴァー』のインパクトダメージゲージに近いシステムになっている。
ただし、隠しコマンドによって出現するEXオプションで「ORIGINAL」を選び、VS.モードで交互に同キャラクターを選択（例：リュウ&ケン VS ケン&リュウ）した時に限り、アーケード版と同じシステムとなる。

## ゲーム解説
シリーズの特性であるベクトル理論によりゲーム中でのキャラクターの動きはダイナミックであり、ダッシュやスーパージャンプが可能であるため自由度が高い。『ストリートファイター』シリーズのキャラクターもほとんどが空中で飛び道具が使えるようになっており、従来のキャラクターが制限を超えた仕様で操作できた。同時に、派手なハイパーコンボを持つ『X-MEN』のキャラクターに合わせて、ストリートファイターたちの技も大幅にパワーアップされている（リュウの巨大なビームのような「真空波動拳」など）。
本作での超必殺技は「ハイパーコンボ」であり、登場する『ストリートファイター』シリーズのキャラクターにおいては、それまでの「スーパーコンボ」と比べて大幅にヒット数が増加しており、顕著に派手なものとなっている。また技の発動時にキャラクターのグラフィック（顔の表情のアップ）がカットインする演出が初めて取り入れられたのも本作である。その手法は以後のVS.マーヴル シリーズに継承され、それだけに止まらず現在までの多くの対戦型格闘ゲームに採用されている。
前作『MSH』のエリアルレイヴは引き継がれており、本作でも健在だが、幾分かの改良が施された。本作からは、エリアル開始技のヒットマークとして白い波紋状のエフェクト「エリアルヒットマーク」が追加されており、ヒットの確認が容易となるよう図られている。くわえて複雑な操作を必要としないシリーズの特徴も継承した本作は、手軽にプレイできるため初心者にとっても簡単であり、よりプレイの爽快感が強調されたものとなった。
一部のキャラクターはジャンプの滞空中に高速移動（空中ダッシュ）が可能。
時間切れにおける勝利判定については生き残っている人数ではなく、体力残量の合計値が基準となる。そのため使用キャラクターを1体倒されて相手のキャラクターが2体とも健在である場合でも、自分の1体のキャラクターの体力残量が相手の2体の合計よりも上回っていれば勝利できる。

## 登場キャラクター

### プレイヤーキャラクター

#### X-MEN
サイクロップス
前々作『X-MEN』以来の再登場。本作では主役扱いであり、タイトル画面とエンディングにてリュウと握手を交わしている。本作に登場したX-MENメンバーでシリーズ次回作『MARVEL SUPER HEROES VS. STREET FIGHTER』に続投するのは彼とウルヴァリンのみ。
ストーム
前々作『X-MEN』以来の再登場。変更点が多く、前々作でのXパワーであった「風起こし」が削除され、代わりに新必殺技「ダブルタイフーン」が加わった。同じくXパワーであった「飛行」は今作よりゲージ不要で出せるが、使用中は他のキャラクター同様空中ガードができなくなっている。エンディングには恋人だったフォージなどが登場する。
ウルヴァリン
本作の交代システムにより、前作『MSH』まであった「ヒーリングファクター」がなくなった。またエンディングにはX-MENメンバーのジュビリーが登場する。
ガンビット
カプコン制作のマーベル・コミックを原作とする対戦型格闘ゲームでは本作が初登場となる。ハイパーコンボの「ロイヤルフラッシュ」はヒット数が多く、威力が高い。
ローグ
カプコン制作のマーベル・コミックを原作とする対戦型格闘ゲームでは本作が初登場となる。必殺技「パワードレイン」により相手の必殺技をコピーして戦うことができる。豪鬼に「パワードレイン」を決めるとハイパーコンボの「瞬獄殺」も使用可能となる。
セイバートゥース
カプコン制作のマーベル・コミックを原作とする対戦型格闘ゲームでは本作が初登場となる。原作コミックでの相棒、バーディーとの同時攻撃も可能。ゲージが溜まっている時の攻撃力が高く、連続技の難易度も低いことから強力なキャラクターである。
ジャガーノート
本作では「ネイルスラム」という掴み技が追加されたが一方、ハイパーコンボの「ジャガーノートヘッドクラッシュ」はボタンを連打をしないと4ヒットのみとなり、追加攻撃が発生しない。
マグニートー
エンディングは『ストリートファイターII'』の四天王のパロディとなっている。本作の「マグネティックテンペスト」は金属塊を放射状に飛ばす技であり、性能が大幅に向上している。また「マグネティックフォースフィールド」は、『MSH』までのバリアで防御する技から、攻撃を受け止めた後反撃する技に変更された。

#### ストリートファイター
リュウ
原作ゲームから性格はそのままであり、エンディングでサイクロップスと友情を誓っている。ハイパーコンボの「真空波動拳」はビームのように発射する。
ケン
ケンのエンディングは、息子のメルと一緒に遊んでいたゲームの内容だったという、夢オチとなっている。ハイパーコンボの「神龍拳」は巨大な火柱を立てる。
春麗
ハイパーコンボ「気功掌」は大きな攻撃判定を持つ。本作では技をX-MENに合わせて派手にするために、開発ツールで表示可能なスプライト面積の中で最も大きな円を用いて描かれている。通常のコスチュームは『ストリートファイターII』などのチャイナ服だが、スタートボタンを押しながらキャラクターを選択することで『ストリートファイターZERO』シリーズでのジャージ衣装となる。なお性能差の変化は特に無い。
ナッシュ
従来は「溜め技」キャラクターであるが、本作では例外的に新必殺技「ムーンサルトスラッシュ」および各種ハイパーコンボがコマンド技となっている。エンディングではシャドルーに拉致され改造手術を施される。
ダルシム
「ヨガインフェルノ」は炎の射出方向を操作でき、相手のダウン状態に追い撃ちすることも可能。エンディングはケンと同様、夢オチ（座禅中に見た夢）である。
地上での通常技は『ZERO2』と異なり、レバー入力ではなく遠近で変わる仕様となっている。
ザンギエフ
「ファイナルアトミックバスター」は移動して掴んでの投げ技となっており、「アトミックパワーボム」と併せて移動中にスーパーアーマー属性が追加された。エンディングにて、X-MENメンバーのコロッサスと共にオメガレッドを倒しに行く。
キャミィ
『スーパーストリートファイターII X』以来の登場で、シャドルーに所属している設定で登場する。エンディングは、本作での事件を経てデルタレッドに入隊するというものになっている。必殺技「スパイラルアロー」の名称が、欧米版『スーパーストリートファイターII』で使われていた「キャノンドリル」に変わっている一方で、他の必殺技の名称は日本版に準じたものに統一されている。空中から急降下して蹴りを行なう「キャノンストライク」は本作より登場。
立ち状態での通常技は他のキャラクターと異なり遠近で変わる仕様となっている。
ベガ
本作の「サイコショット」と「ダブルニープレス」は溜め技ではなくコマンド技となっており、性能が変わっている。また飛行が可能であり、「サイコフィールド」という必殺技が追加されている。
豪鬼
インストラクションカードにコマンドリストが載っているが、キャラクターの選択画面では通常は表示されておらず、最上段のさらに上にカーソルを動かすと、『X-MEN』側と『ストリートファイター』側の境に追加されて出現する。本作の「瞬獄殺」はゲージ1本で使用でき、技後の追い打ちが可能。

### ボスキャラクター
アポカリプス
「黙示録」「世紀末の魔神」の異名を持つミュータント。本名は「エン・サバー・ヌール」で「第一の者」を意味する。立ち位置的には本作の最終ボスであるが、アポカリプス戦の勝利後にパートナーとのラストバトルが用意されている。掛け合いでは対戦相手に話しかけた後に巨大化する。弱点は顔と地面に乗せる片腕。アーケード版ではバグ技でこのキャラクターを使用できたが、PlayStation版では隠し要素として使用可能となっている。

## 出演声優
担当声優は名前はクレジットされているものの、役名はクレジットされていない。以下にクレジットされた順に記載する。
- Norman Spencer
- Cathal Dodd
- Catherine Disher
- Lenore Zann
- Tony Daniels
- Don Francks
- Rick Bennett
- Lorne Kenedy
- 石塚堅
- 岩永哲哉
- 宮村優子
- 森川智之
- Susan Hart
- 山田義晴
- 高木渉
- 西村知道

## 開発
本作の開発の開始についてはカプコンのトップとマーヴルが契約を交わした時に、マーヴル側の「今度はちゃんといいものと悪もののキャラを入れてくれ」という意見に対し、「どうせならクロスオーバーさせては」とのカプコン側の企画がきっかけとなっている。
1995年の企画立ち上げ当初のタイトルは『X-MEN2』であり、その段階で登場キャラクターの半分は『ストリートファイター』のキャラクターだった。これで『X-MEN2』はないだろうということで、プランナーの冨田篤により現在のタイトルに変更された。冨田によるとマーヴルとの作品は『X-MEN』、『MSH』、『X-MEN2』、『MSH2』の4作が予定されており、最初から『ストリートファイター』のキャラクターを出す契約だったという。本作のヒットにより『MSH2』が『MARVEL SUPER HEROES VS. STREET FIGHTER』として作られることになり、さらに『MARVEL VS. CAPCOM CLASH OF SUPER HEROES』の開発へと繋がっていった。
『X-MEN』、『MARVEL SUPER HEROES』が日本でふるわなかったことで本作は社内で軽んじられる扱いだったが、冨田はおかげで大変自由に作れたといい、これまでシリーズを手掛けてきた西谷亮や手塚武らと作ってきたゲームシステムにどれだけの力があるか見せてやる、という意気込みで作ったという。
冨田の案ではエンディングで激闘を終えたリュウとX-MENたちが『マジンガーZ対デビルマン』のようにガッチリと熱い握手をするというものだったが、あきまんの「そんな面白いことはエンディングじゃなくて最初にやりなさい」というアドバイスを受け、リュウとサイクロップスが握手をする集客デモが作られた。また、本作の2Pカラーはあきまんによって作られた。
本作から登場する『ストリートファイター』側の派手なエフェクトはオブジェクトデザインの相方貴文によるもので、冨田は「画面端まで届く『ヨガフレイム』を見せられた時はどうしようかと思ったが、こんなすごいものを見せられたら仕方がない」とOKを出し、どんどんエスカレートしていったという。「真空波動拳」も最初は少し大きい「波動拳」といった程度だったが、他のキャラクターのエフェクトの派手さに合わせてビームのような「真空波動拳」に仕上がった。冨田はハイパーコンボを出した時のカットインは『スーパーロボット大戦』の影響があると思うと語っている。

### スタッフ
- プランナー：冨田篤
- アシスタント：寺田隆良、MORIYOSHI TERUYA
- プログラマー：AOI（大井新吾）、MOTSU、GIU、ETERNAL SAILOR（廣瀬紀生）、TORA&YUME&?&HIDE
- キャラクターデザイン：AKIMAN（あきまん）
- タイトルデザイン：SHOEI（岡野正衛）
- オブジェクトデザイン：見延浩明、RIE SATOU、近藤正規、KANAKO TAKAMI、MIWARINGO、Y.YAMAMOTO（山本義紀）、立石昌代、鈴木俊宏、SAGATA（相方貴文）、山下さとる、INO（伊野英樹）、R.NAOI、KAKO、NARANCHA（奈良裕之）、SHIN、IKUSAN（中山郁夫）、KUROSE（黒瀬修平）、G.KAMINA（上水口真司）、K.KIKUTANI（菊谷康一）、T.OHSUMI（大住智彦）
- スクロールデザイン：IWAI（岩井千佳）、TAKA（藤原崇）、KISABON（木佐貫久司）、MAY、HISASHI SAWADA、INOYAN（井上孝俊）、SHINNOSUKE（中島伸之介）、田上陽一、HOOLY(FUKAHORI)、NAOBEI、福本容子、ZIGGY（さかもとようこ）、KONOMI、ISUKESAN120%、MANGA-CHOP（BENGUS）
- ミュージックコンポーズ＆アレンジ：岩井由紀、竹原裕子
- サウンド＆ボイスデザイン：Hiroaki "X68k" Kondo（近藤広明）、MOE.T（北村武）
- プロデューサー：飯島哲也
- ゼネラルプロデューサー：船水紀孝
- スペシャルサンクス：SAKOMIZU（迫水新一郎）、ADVISER AKITOMO（秋友克也）、白岩卓也、MATT TAYLOR、ERIK SUZUKI、西村キヌ、JESUS R.BUENO、HARUMI YAMASHITA、DANA MORESHEAD、ALISON STROLL、RITA ROKOS、DARRYL WILLIAMS、KUBOZONO、HIRAO、MARCELLO FORTINO、DAVID ALEX STINSON、JOSEPH CALAMARI、伊瀬聡

## 関連商品
攻略本
- 『X-MEN VS. STREET FIGHTER』新声社、1996年12月30日発行。
- 『エックス・メン VS. ストリートファイター 公式ガイドブック』アスペクト、1998年1月8日発行。

CD
- カプコンゲームサウンドトラック『エックス・メン VS. ストリートファイター』ビクターエンタテインメント、1996年11月21日発売。

## その他
- 多くのキャラクターが実戦で狙える難度の永久コンボを持っていたが、ゲーム自体はプレイヤーに敬遠されることなく当時ゲームセンターではそれなりにインカムがあった[14]。しかし、アップデート版や家庭用では調整され、いくつかの連続技は成立しなくなっている。それでも全ての永久コンボ・即死コンボが無くなってはおらず、調整後新たに発見された永久コンボもある。